# Leonard Constantin
Leonard Constantin (n. 14 septembrie 1934, Turnu Severin, România – d. 27 iulie 2015) a fost un politician român, care a îndeplinit funcțiile de membru al C.C. al P.C.R. (23 noiembrie 1979 – 24 noiembrie 1989), membru supleant al Comitetului Politic Executiv al C.C. al P.C.R. (25 martie 1981 – 11 iulie 1986), prim-secretar al Comitetului județean de partid Iași (26 martie 1981 – 11 iulie 1986), membru al Consiliului de Stat (1 aprilie 1985 – 13 decembrie 1986) și prim-secretar al Comitetului județean de partid Arad (4 noiembrie - 22 decembrie 1989).

## Distincții
- Ordinul Muncii clasa a III-a (1974)
- Ordinul „Steaua Republicii Socialiste România” clasa a IV-a (1981)
- Ordinul Muncii clasa a II-a (20 august 1984) „pentru contribuția deosebită adusă la înfăptuirea politicii Partidului Comunist Român de făurire a societății socialiste multilateral dezvoltate în patria noastră, cu prilejul celei de-a 40-a aniversări a revoluției de eliberare socială și națională, antifascistă și antiimperialistă”[1]
- Medalia comemorativă „A 40-a aniversare a revoluției de eliberare socială și națională, antifascistă și antiimperialistă” (20 august 1984) „pentru contribuția deosebită adusă la înfăptuirea politicii Partidului Comunist Român de făurire a societății socialiste multilateral dezvoltate în patria noastră, cu prilejul celei de-a 40-a aniversări a revoluției de eliberare socială și națională, antifascistă și antiimperialistă”[2]